# Bernhard Falk (Polizist)
Bernhard Falk (* 5. August 1948 in Villmar) war von 1993 bis 2010 Vizepräsident des deutschen Bundeskriminalamtes.

## Leben
Nach dem Abitur trat er 1968 in den Dienst der Polizei Hessen ein und absolvierte bis 1970 eine Ausbildung zum Polizeivollzugsbeamten im gehobenen Dienst bei der hessischen Bereitschaftspolizei. Nach Tätigkeiten in Frankfurt am Main und Darmstadt begann er 1977 die Ausbildung zum höheren Dienst der Kriminalpolizei an der Polizeiführungsakademie (jetzt Deutsche Hochschule der Polizei) in Münster. Nach mehreren Jahren in Frankfurt und Darmstadt wurde er 1987 zum Direktor der hessischen Kriminalpolizei ernannt.

## Werdegang im BKA
Am 1. Dezember 1993 wurde Bernhard Falk zum (damals alleinigen) Vizepräsidenten des Bundeskriminalamtes ernannt. Auf Grund des starken Personalzuwachses und einer Reorganisation des BKA wurde Anfang 2004 ein zweiter Posten als Vizepräsident eingerichtet. Falk ging im Jahr 2010 in den Ruhestand. Sein Nachfolger wurde Jürgen Maurer.